# Тампа (Западная Австралия)
Тампа (англ. Tampa) — заброшенный город, расположенный в регионе Голдфилдс-Эсперанс в Западной Австралии. Он находится между городами Кукини и Леонора. Считается, что город назван в честь Тампы во Флориде, а соседний город Ниагара назван в честь своего американского тезки.
В конце 1890-х годов в этом районе было обнаружено золото, а в 1897 году основан город.